# Adolf Kainz
Adolf Kainz (Linz, 5 giugno 1903 – 12 luglio 1948) è stato un canoista austriaco.
Ha vinto una medaglia d'oro nel K2 1000 m in coppia con Alfons Dorfner ai Giochi olimpici di Berlino 1936.

## Palmarès
- Olimpiadi
  - Berlino 1936: oro nel K2 1000 m.

- Mondiali
  - 1938: bronzo nel K2 10000 m.